# Commissari del re e della regina nell'Olanda Settentrionale
Il Commissario del re/della regina nell'Olanda Settentrionale (in olandese: Commissaris van de Koning/Koningin in Noord-Holland) è il capo del governo e degli Stati provinciali della provincia olandese dell'Olanda Settentrionale.

## Elenco
| Governatori dell'Olanda Settentrionale                      | Governatori dell'Olanda Settentrionale                      | Governatori dell'Olanda Settentrionale                        | Mandato                                         | Partito                                                     |
| ----------------------------------------------------------- | ----------------------------------------------------------- | ------------------------------------------------------------- | ----------------------------------------------- | ----------------------------------------------------------- |
|                                                             |                                                             | Arnold van Tets van Goudriaan (1771–1837)                     | 1º maggio 1814 – 7 maggio 1828 Dimissionario    | Indipendente Conservatore (Conservatore liberale)           |
|                                                             |                                                             | Barone Jan van Tuyll van Serooskerken van Vleuten (1771–1843) | 23 agosto 1828 – 28 dicembre 1839               | Indipendente (Liberale)                                     |
|                                                             | Daniël van Ewijck van Oostbroek en de Bilt                  | Dr. Daniël van Ewijck van Oostbroek en de Bilt (1786–1858)    | 1º gennaio 1840 – 1º agosto 1850                | Indipendente (Liberale)                                     |
| Commissari del re e della regina dell'Olanda Settentrionale | Commissari del re e della regina dell'Olanda Settentrionale | Commissari del re e della regina dell'Olanda Settentrionale   | Mandato                                         | Partito                                                     |
|                                                             | Daniël van Ewijck van Oostbroek en de Bilt                  | Dr. Daniël van Ewijck van Oostbroek en de Bilt (1786–1858)    | 1º agosto 1850 – 1º ottobre 1855                | Indipendente (Liberale)                                     |
|                                                             |                                                             | Jonkheer Willem Boreel van Hogelanden (1800–1883)             | 1º ottobre 1855 – 1º maggio 1860                | Indipendente (Liberale conservatore)                        |
|                                                             |                                                             | Baron Herman Röell (1806–1883)                                | 1º maggio 1860 – 1º ottobre 1879                | Indipendente (Liberale)                                     |
|                                                             | Johan Schorer                                               | Jonkheer Johan Schorer (1834–1903)                            | 15 dicembre 1879 – 1º febbraio 1897             | Indipendente (Conservatore liberale)                        |
|                                                             | Gijsbert van Tienhoven                                      | Gijsbert van Tienhoven (1841–1914)                            | 1º febbraio 1897 – 1º agosto 1911               | Indipendente (Liberale)                                     |
|                                                             | Wilhelm van Leeuwen                                         | Dr. Wilhelm van Leeuwen (1860–1930)                           | 16 settembre 1911 – 16 dicembre 1914            | Indipendente (Liberale)                                     |
|                                                             | Antonie Röell                                               | Dr. Barone Antonie Röell (1864–1940)                          | 16 gennaio 1915 – 29 novembre 1940 Morto        | Indipendente (Liberale)                                     |
|                                                             |                                                             | Albert Backer (1899–1976)                                     | 10 febbraio 1941 – 5 maggio 1945 Dimissionario  | Movimento Nazional-Socialista                               |
|                                                             | Jaap de Vos van Steenwijk                                   | Dr. Barone Jaap de Vos van Steenwijk (1889–1978)              | 7 maggio 1945 – 15 giugno 1954                  | Partito di Stato Liberale (1945–1946)                       |
|                                                             | Jaap de Vos van Steenwijk                                   | Dr. Barone Jaap de Vos van Steenwijk (1889–1978)              | 7 maggio 1945 – 15 giugno 1954                  | Partito della Libertà (1946–1948)                           |
|                                                             | Jaap de Vos van Steenwijk                                   | Dr. Barone Jaap de Vos van Steenwijk (1889–1978)              | 7 maggio 1945 – 15 giugno 1954                  | Partito Popolare per la Libertà e la Democrazia (1948–1954) |
|                                                             | Max Prinsen                                                 | Dr. Max Prinsen (1899–1971)                                   | 1º luglio 1954 – 1º febbraio 1964               | Partito del Lavoro                                          |
|                                                             | Ferdinand Kranenburg                                        | Ferdinand Kranenburg (1911–1994)                              | 1º febbraio 1964 – 1º maggio 1976               | Partito del Lavoro                                          |
|                                                             | Roel de Wit                                                 | Roel de Wit (1927–2012)                                       | 16 agosto 1976 – 1º aprile 1992                 | Partito del Lavoro                                          |
|                                                             | Jos van Kemenade                                            | Dr. Jos van Kemenade (1937–2020)                              | 1º maggio 1992 – 1º aprile 2002                 | Partito del Lavoro                                          |
|                                                             |                                                             | Harry Borghouts (1943–)                                       | 1º giugno 2002 – 1º dicembre 2009 Dimissionario | Sinistra Verde                                              |
|                                                             |                                                             | Elisabeth Post (1965–)                                        | 1º dicembre 2009 – 1º luglio 2010 ad interim    | Partito Popolare per la Libertà e la Democrazia             |
|                                                             | Johan Remkes                                                | Johan Remkes (1951–)                                          | 1º luglio 2010 – 1º gennaio 2019                | Partito Popolare per la Libertà e la Democrazia             |
|                                                             |                                                             | Arthur van Dijk (1963–)                                       | 1º gennaio 2019 – in carica                     | Partito Popolare per la Libertà e la Democrazia             |